# Freiheitsbaum

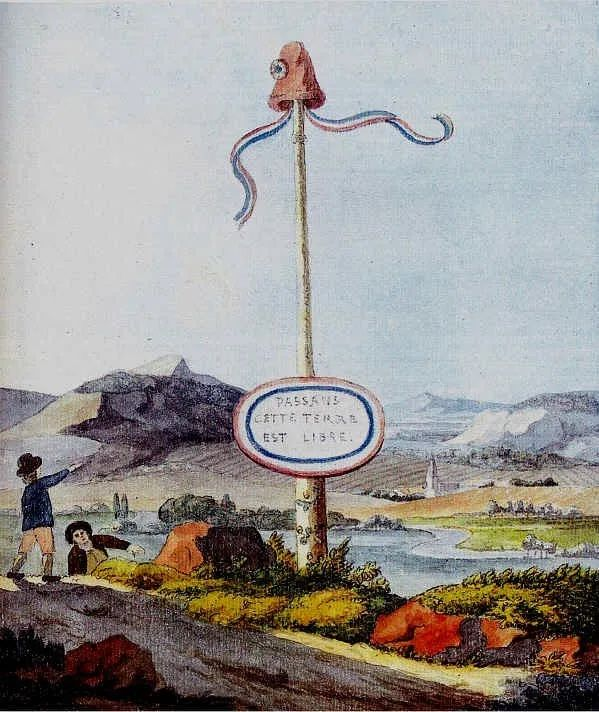
Freiheitsbaum mit Jakobinermütze in der Mosellandschaft an der Grenze zwischen dem Herzogtum Luxemburg und der Französischen Republik mit dem Ort Schengen im Hintergrund; Aquarell über Feder- und Bleistiftzeichnung von J. W. Goethe (1792)

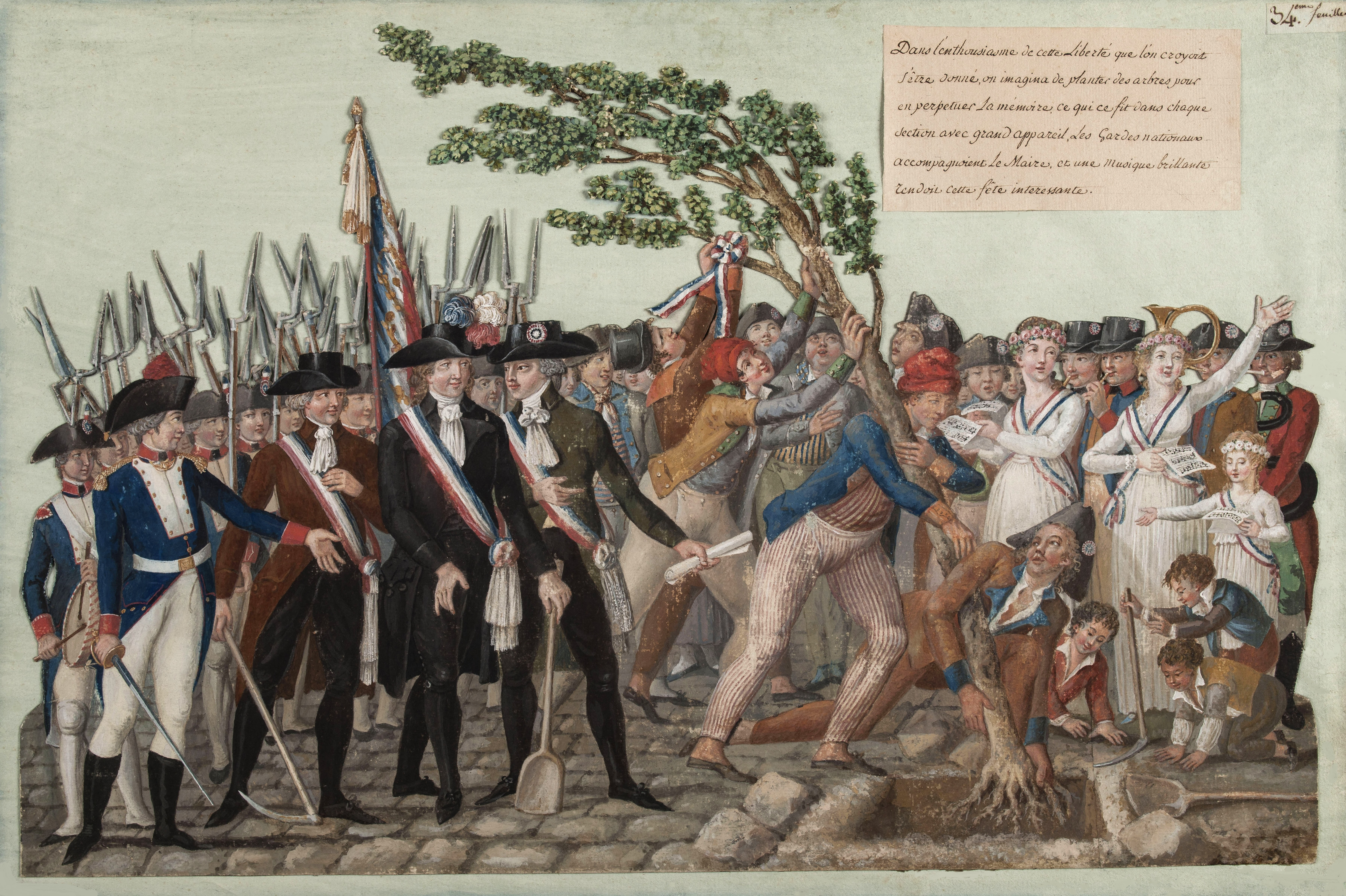
Pflanzung eines Freiheitsbaumes von Jean-Baptiste Lesueur (1790)

Ein Freiheitsbaum war eines der Zeichen, die unter anderem auch in der französischen Revolution die Freiheit symbolisierten.
Der Name geht zurück auf eine Ulme in Boston. An diesem Baum wurden im August 1765 aus Protest gegen den Stamp Act zwei Strohpuppen aufgehängt. Unter diesem Baum mussten die Steuereinnehmer später schwören, niemals Stempelmarken zu verkaufen. Die Ulme wurde danach „Tree of Liberty“ (dt. „Baum der Freiheit“) getauft und war Erkennungssymbol der „Söhne der Freiheit“. 1775 wurde sie auf Anordnung der Obrigkeit gefällt.

## Geschichte
In den folgenden Jahren kam es auch in europäischen Ländern in Mode, Bäume – zumeist Fichten und Tannen – als Symbol der Freiheit anzupflanzen oder aufzustellen und mit Bändern und Fahnen zu schmücken. Angeblich hat der Marquis de La Fayette diesen Brauch nach Frankreich gebracht. So errichteten etwa die Jakobiner 1790 in Paris den ersten „arbre de la liberté“, krönten ihn mit ihrer Freiheitsmütze (Phrygische Mütze) und umtanzten ihn, wobei sie Revolutionslieder sangen. Rasch gehörte dieser Tanz um den Freiheitsbaum zu den Festen der Revolution. Zumeist wurde dazu ein Baum aufgestellt, ähnlich wie ein Maibaum, mit blau-weiß-roten Bändern geschmückt und umtanzt. Gerne nahm man dafür auch Pappeln, weil bei derer französischen Bezeichnung „peuplier“ das Wort „peuple“ (Volk) anklingt. Bereits 1792 sollen in rund 60.000 Orten der Republik Freiheitsbäume als Siegeszeichen gestanden haben.
Auch in Deutschland wurden spontan Freiheitsbäume aufgestellt, etwa von den Jakobinerclubs in den rheinhessischen Städten und Gemeinden, die zur kurzlebigen Mainzer Republik gehörten, vor allem dem Mainzer Jakobinerklub, und angeblich auch von Tübinger Studenten. Als Bekenntnis zu den Idealen der Revolution wurde das Aufstellen von Freiheitsbäumen in den deutschen Fürstentümern allerdings streng geahndet. Umgekehrt wurde die Aufstellung von Freiheitsbäumen in den neuen Départements des von den Franzosen besetzten linken Rheinufers teilweise offiziell angeordnet, ebenso in napoleonischen Vasallenstaaten wie dem Königreich Westphalen. Das waren dann feierliche Staatsakte, in denen die neuen Machthaber zumindest äußerlich ein Bekenntnis zum neuen Staat verlangten. So geschehen am 4. April 1798 in der Moselstadt Bernkastel-Kues. Während der Einsetzung der neuen Munizipalverwaltung Bernkastel des Kantons Bernkastel gemäß Beschluss der Zentralverwaltung des Saardepartements wurde in einem feierlichen Akt auch eine „junge Eiche der Freiheit“ inmitten des Bernkasteler Marktes gepflanzt, geschmückt mit den dreifarbigen Fähnchen der Freiheit.
Nachdem der Brauch der Freiheitsbäume bereits während der französischen Herrschaft in der Pfalz im damaligen Département du Mont-Tonnerre wieder aus der Mode gekommen war, wurden 1832 rund um das Hambacher Fest an vielen Orten erneut Freiheitsbäume als Zeichen des Protestes gegen die sozialen und ökonomischen Missstände errichtet. Schon bald erfolgte das Verbot durch die bayerische Obrigkeit und die Aufforderung zur Beseitigung der Protestsymbole.
Auch während der Februarrevolution 1848 in Frankreich wurden wieder Freiheitsbäume gepflanzt, aber durch einen Regierungserlass 1850 beseitigt.
Nach dem Franzoseneinfall in die Alte Eidgenossenschaft 1798 wurden in der Helvetischen Republik zahlreiche Freiheitsbäume aufgestellt, so in Basel.
Goethe schenkte Friedrich Heinrich Jacobi bei seinem Besuch auf dessen Gut Pempelfort ein Aquarell des Freiheitsbaumes, der vermutlich an der Grenze von Sierck (mit Blick auf den Stromberg bei Schengen im Hintergrund) gestanden hatte.

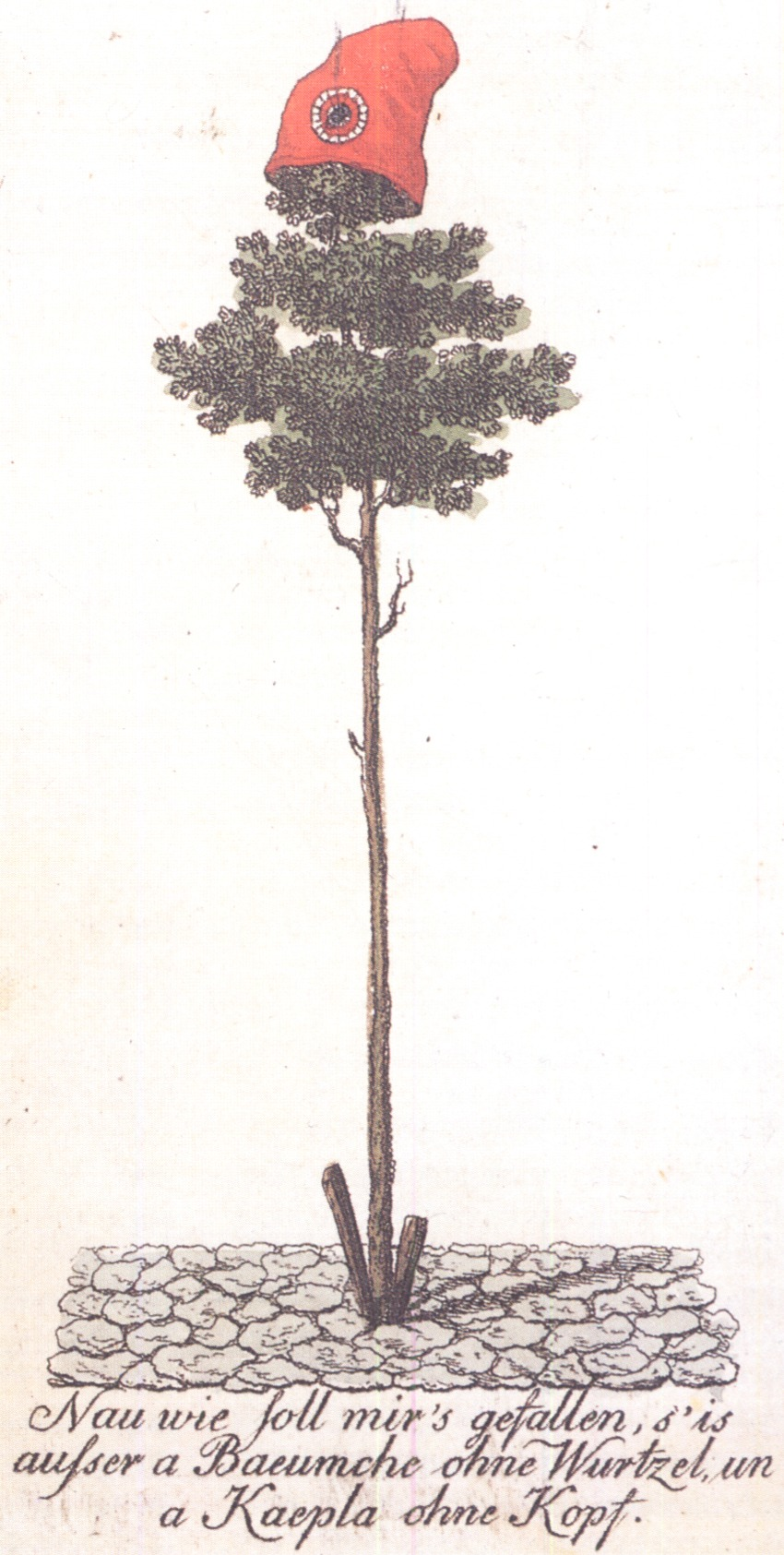
Mainzer Freiheitsbaum
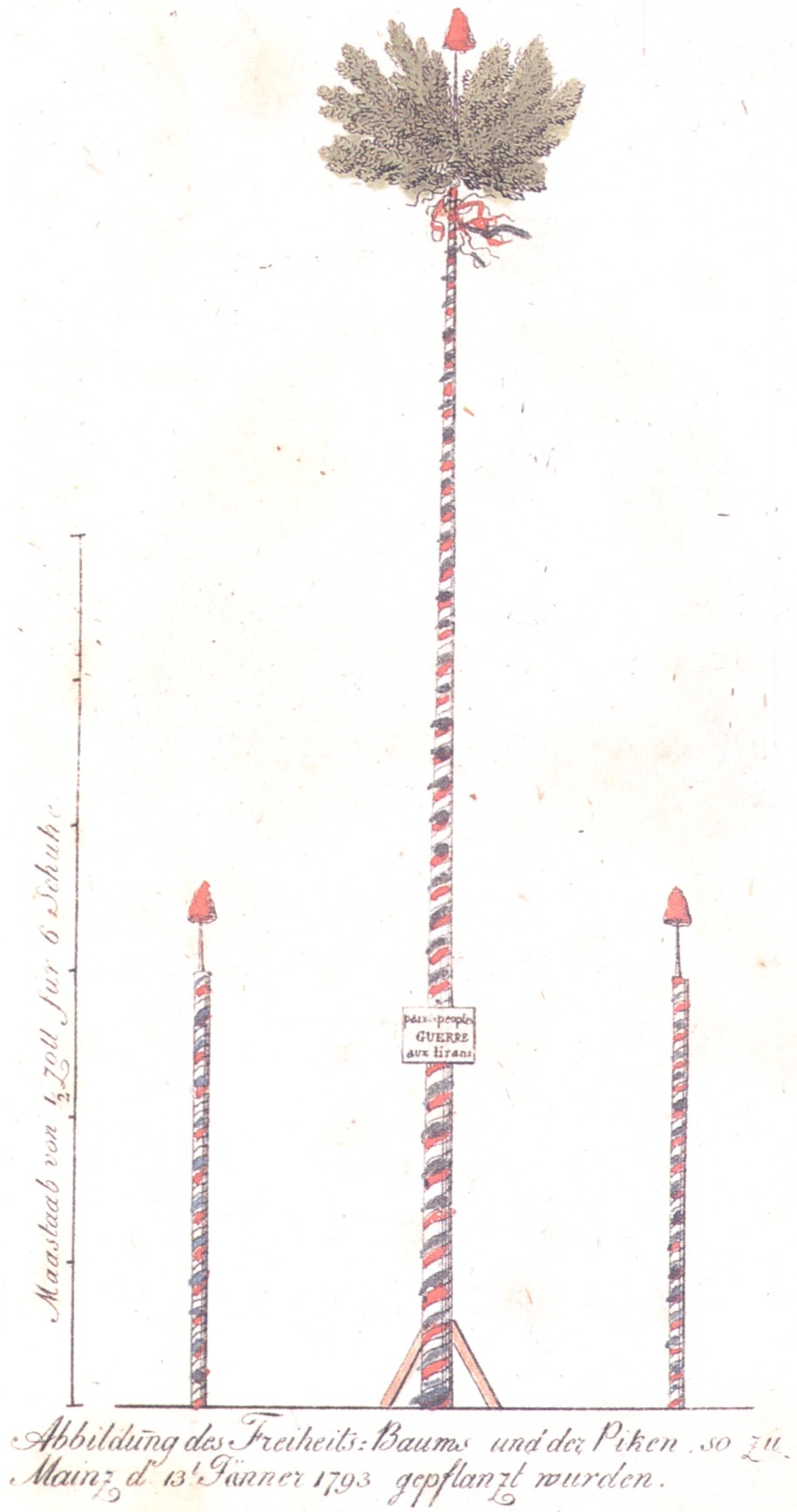
Mainzer Freiheitsbaum Paix aux peuples – Guerre aux Tyrans
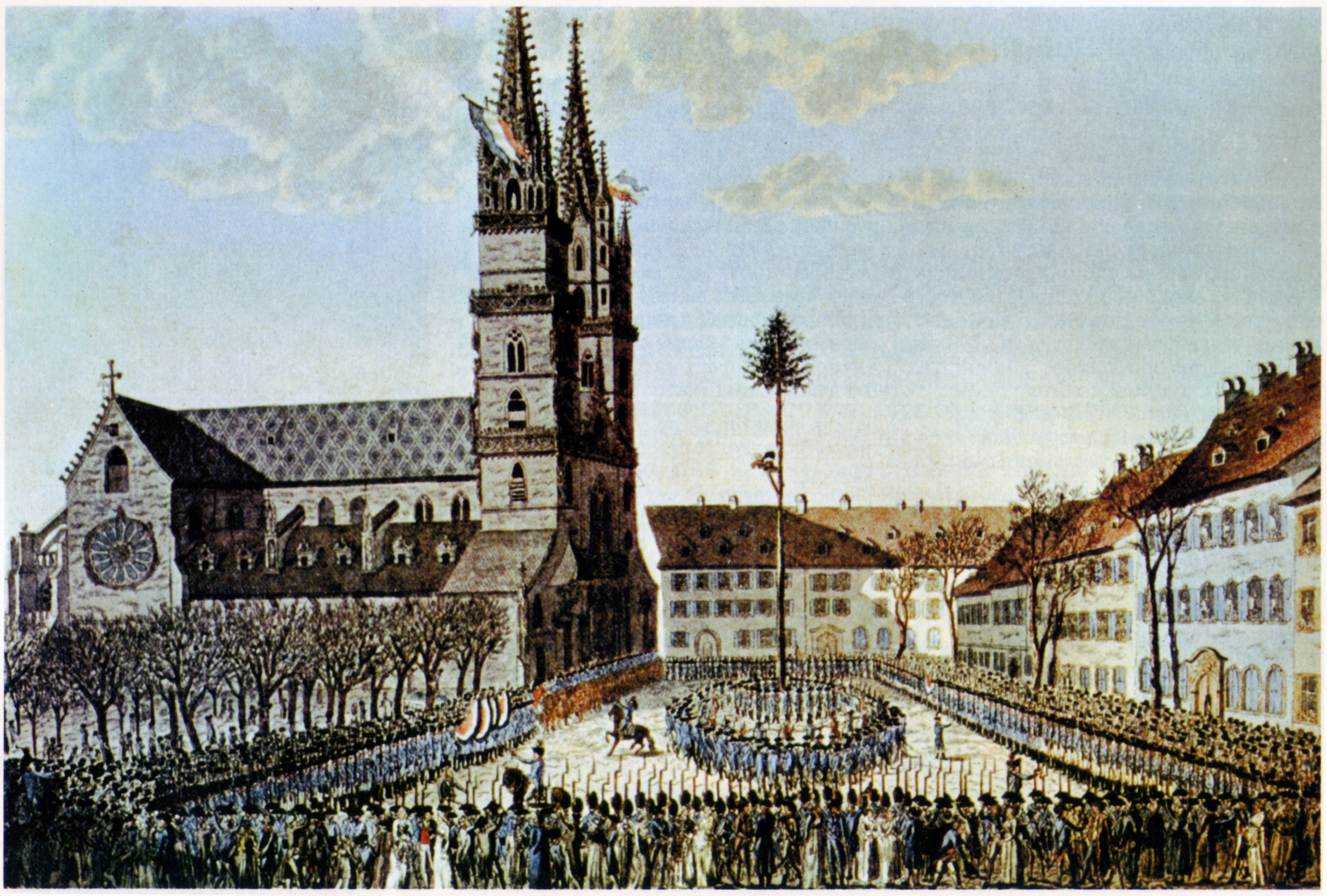
Freiheitsbaum Basel 1798
Bonn Freiheitsbaum 1795
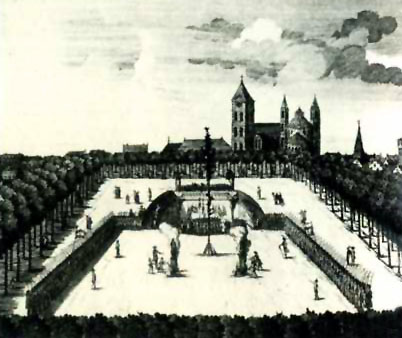
Kölner Freiheitsbaum 1795
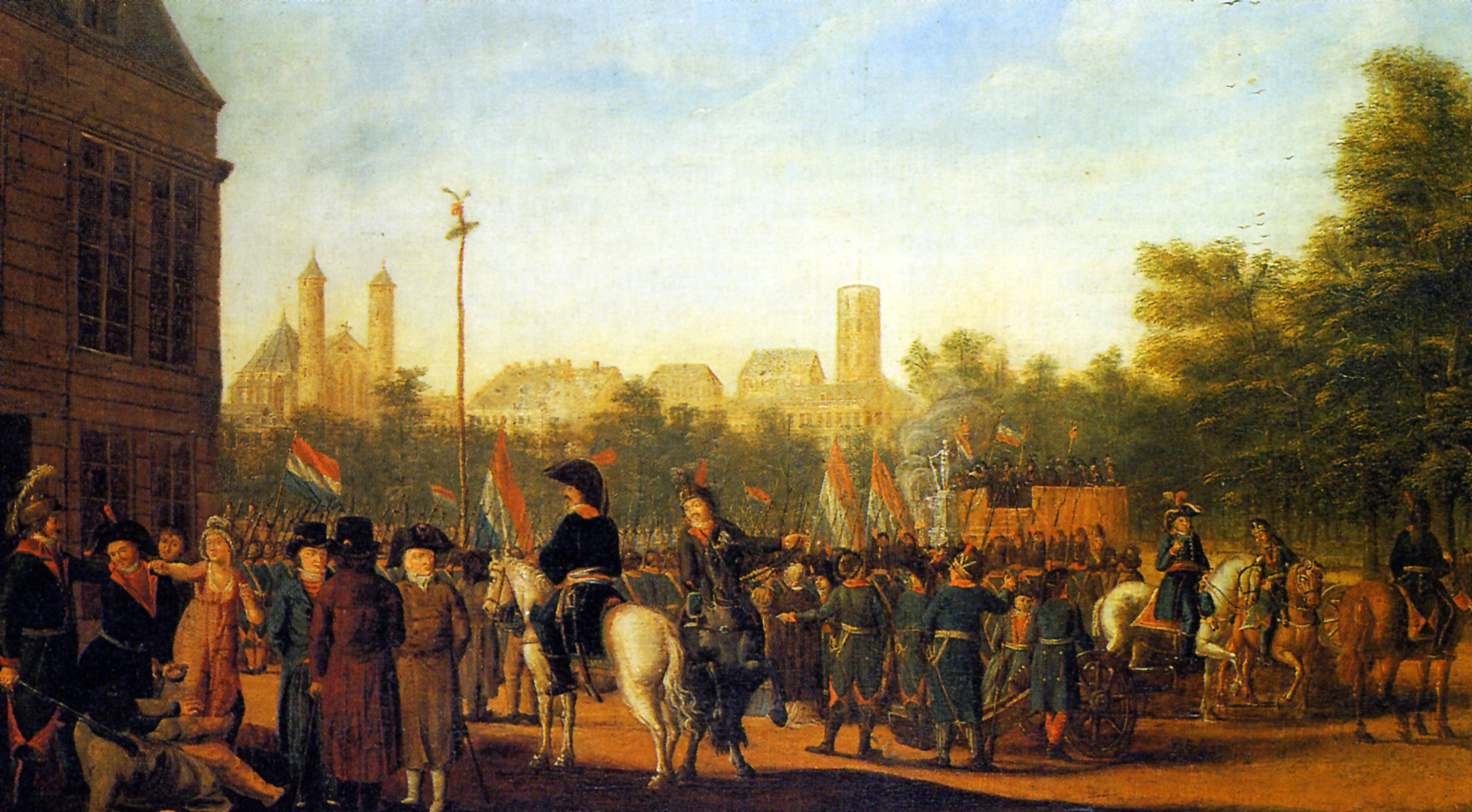
Köln 1794
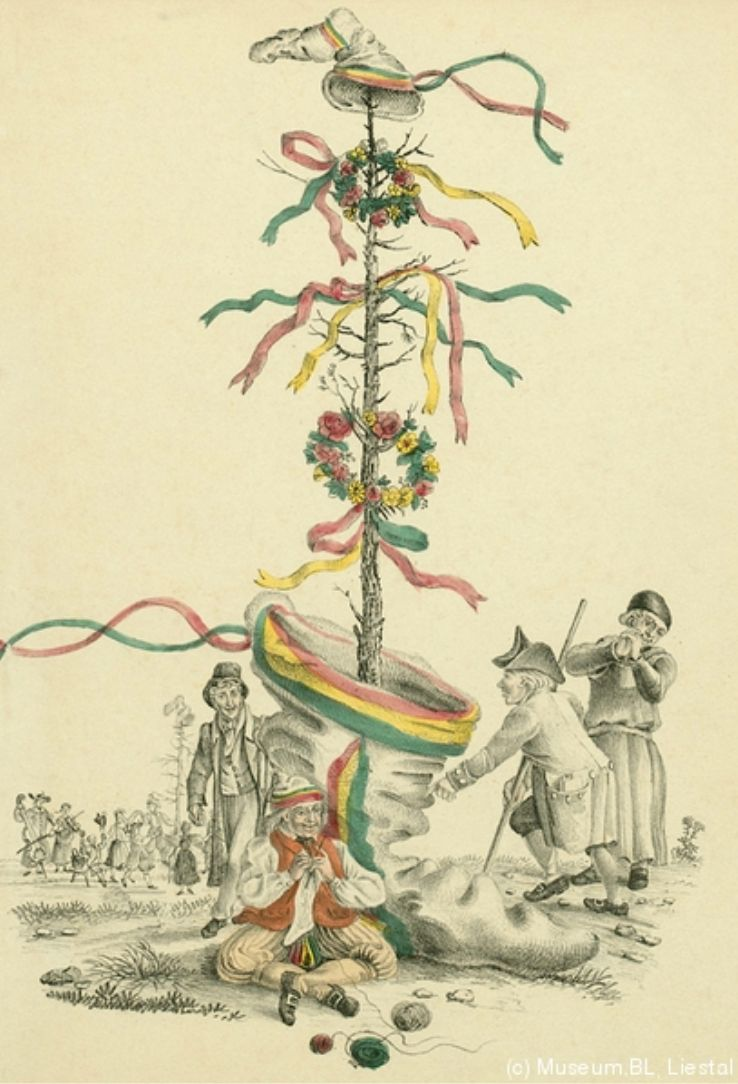

## Freiheitsbäume heute
In Frankreich sind viele der gepflanzten alten Freiheitsbäume erhalten geblieben. Einer der ältesten Freiheitsbäume aus dem Jahr 1797 findet sich in Bayeux. In Oradour-sur-Glane hat ein Freiheitsbaum die Ereignisse  des Zweiten Weltkriegs überlebt. 1989 pflanzte der Präsident der Republik François Mitterrand zum 200-jährigen Gedenken der Französischen Revolution in der Stadt Saint-Gaudent einen Freiheitsbaum.

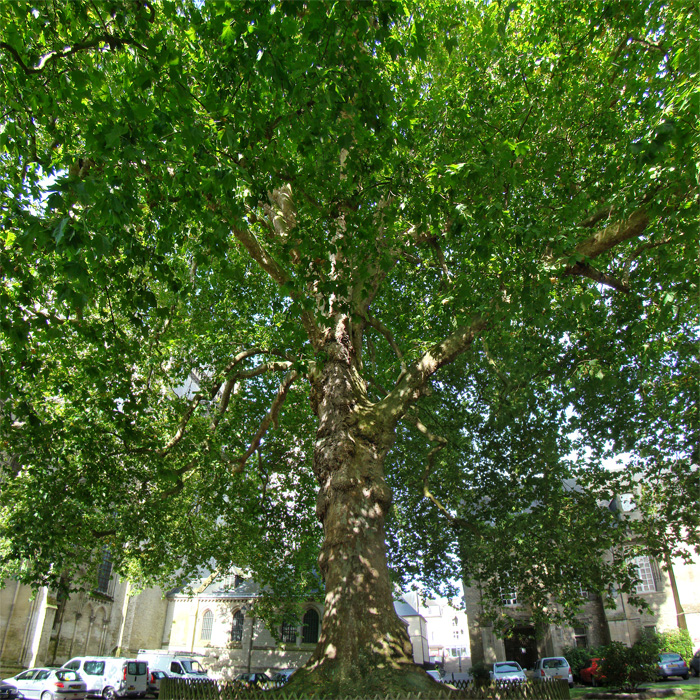
Bayeux 1797
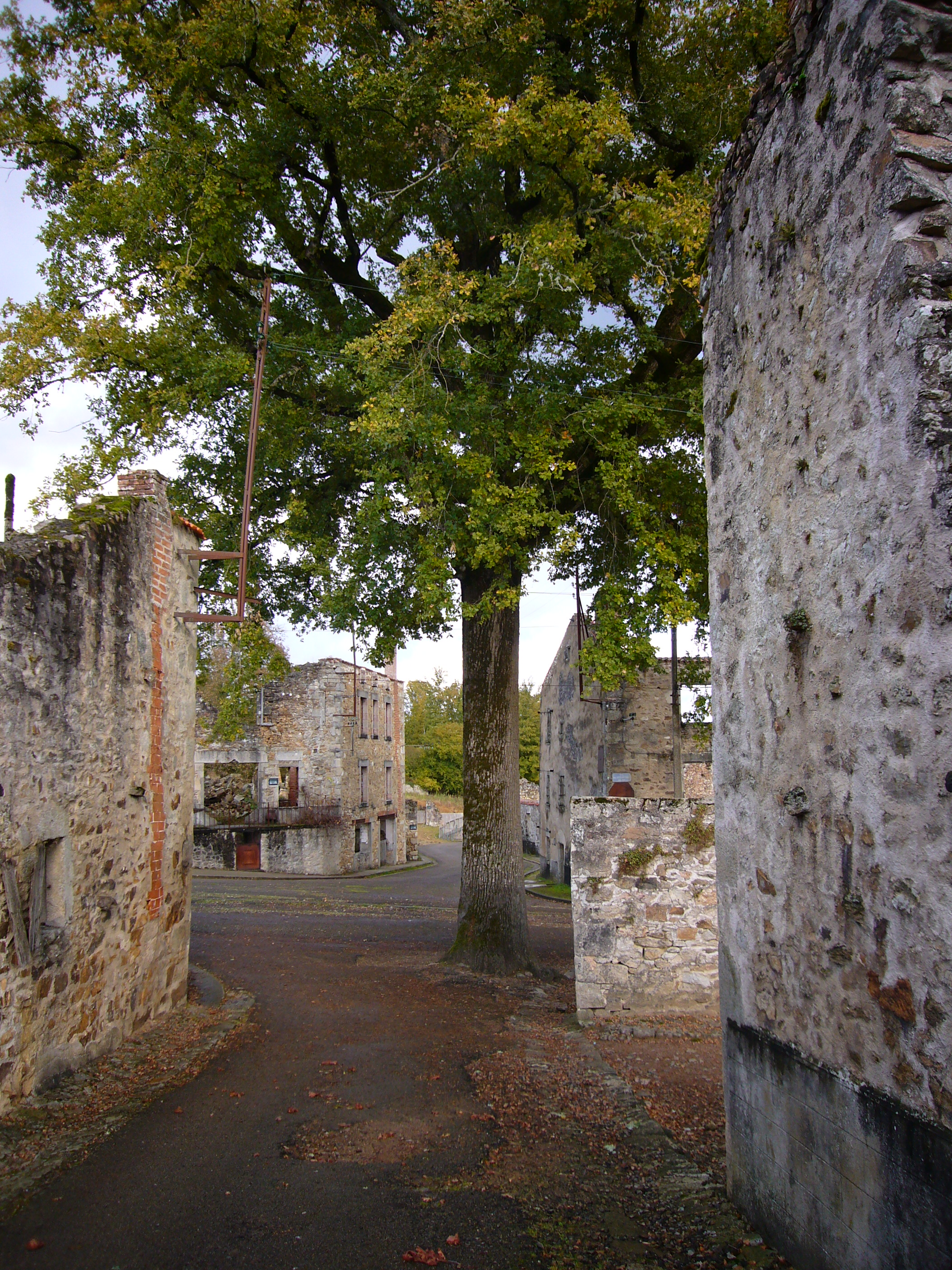
L'arbre de la liberté d'Oradour-sur-Glane
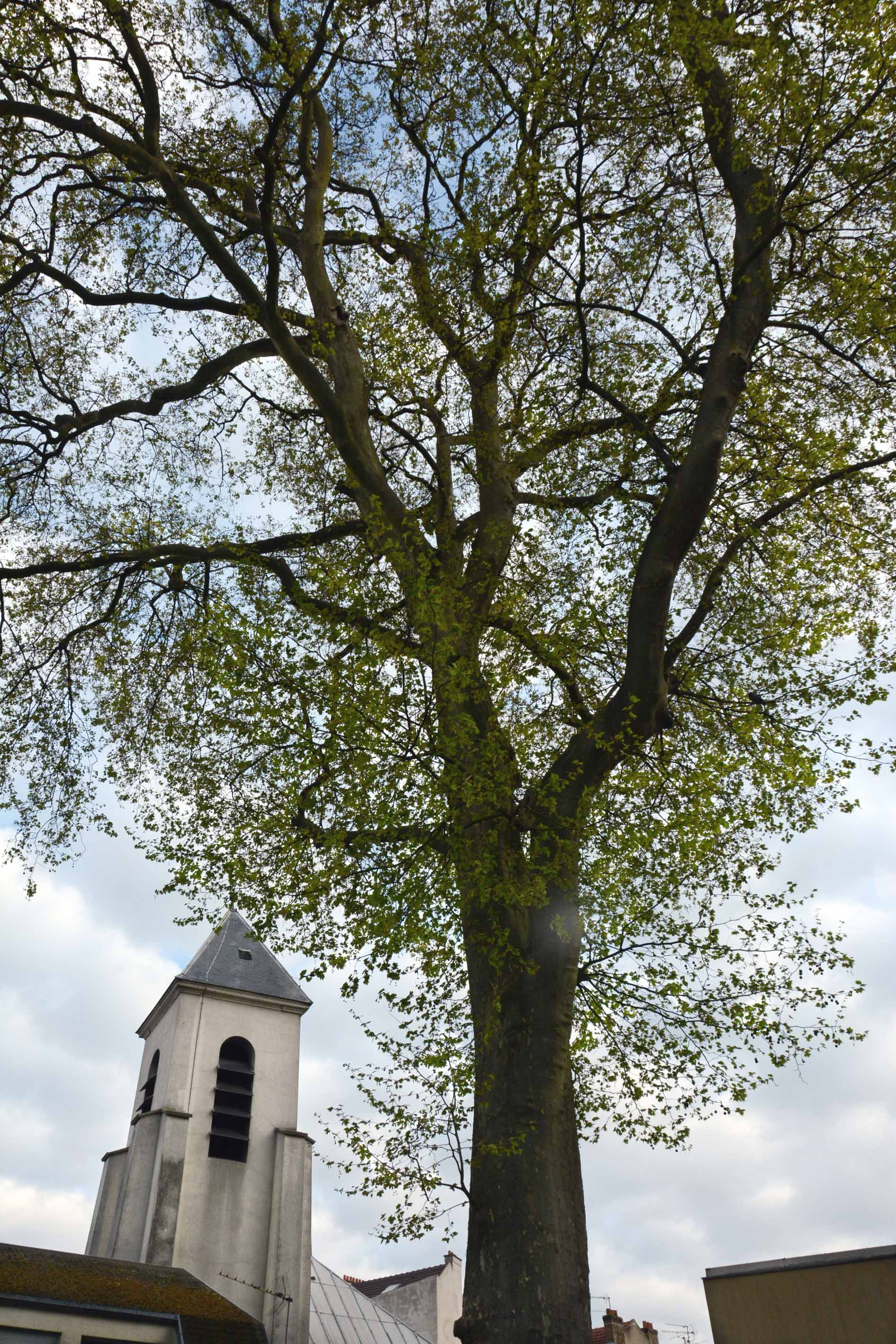
Sevran
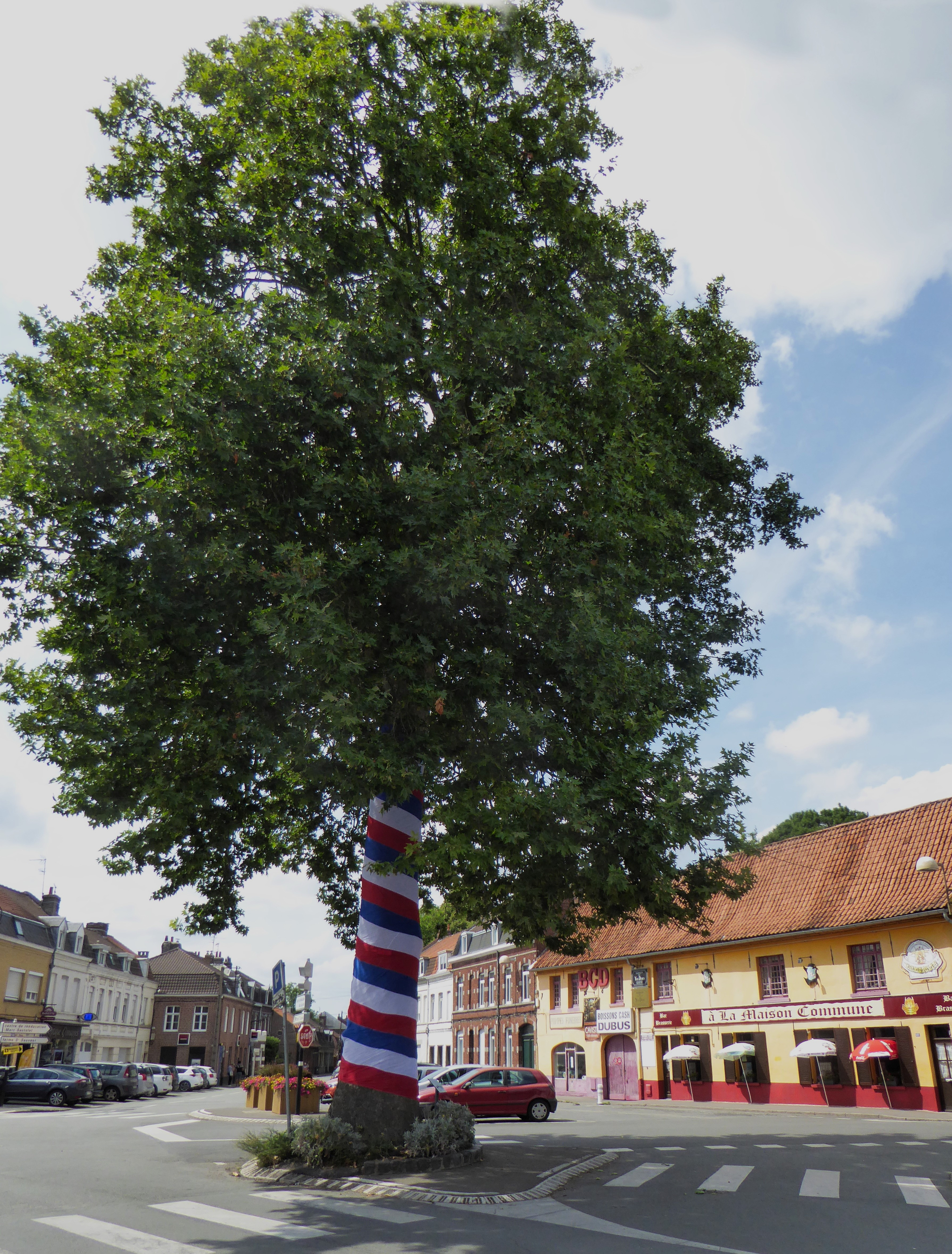
Villeneuve d'Ascq gepflanzt 1848
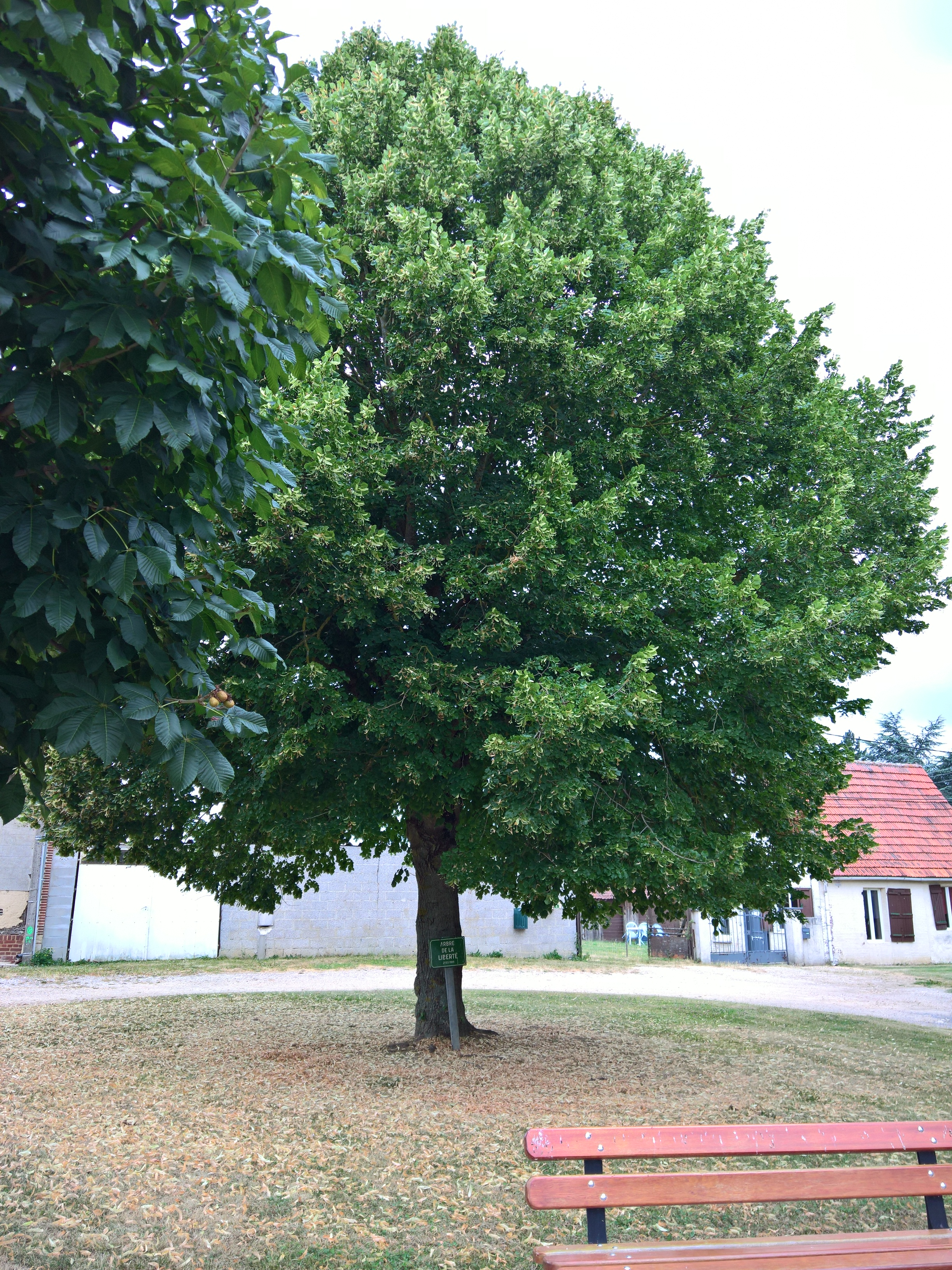
Cormeilles (Oise)
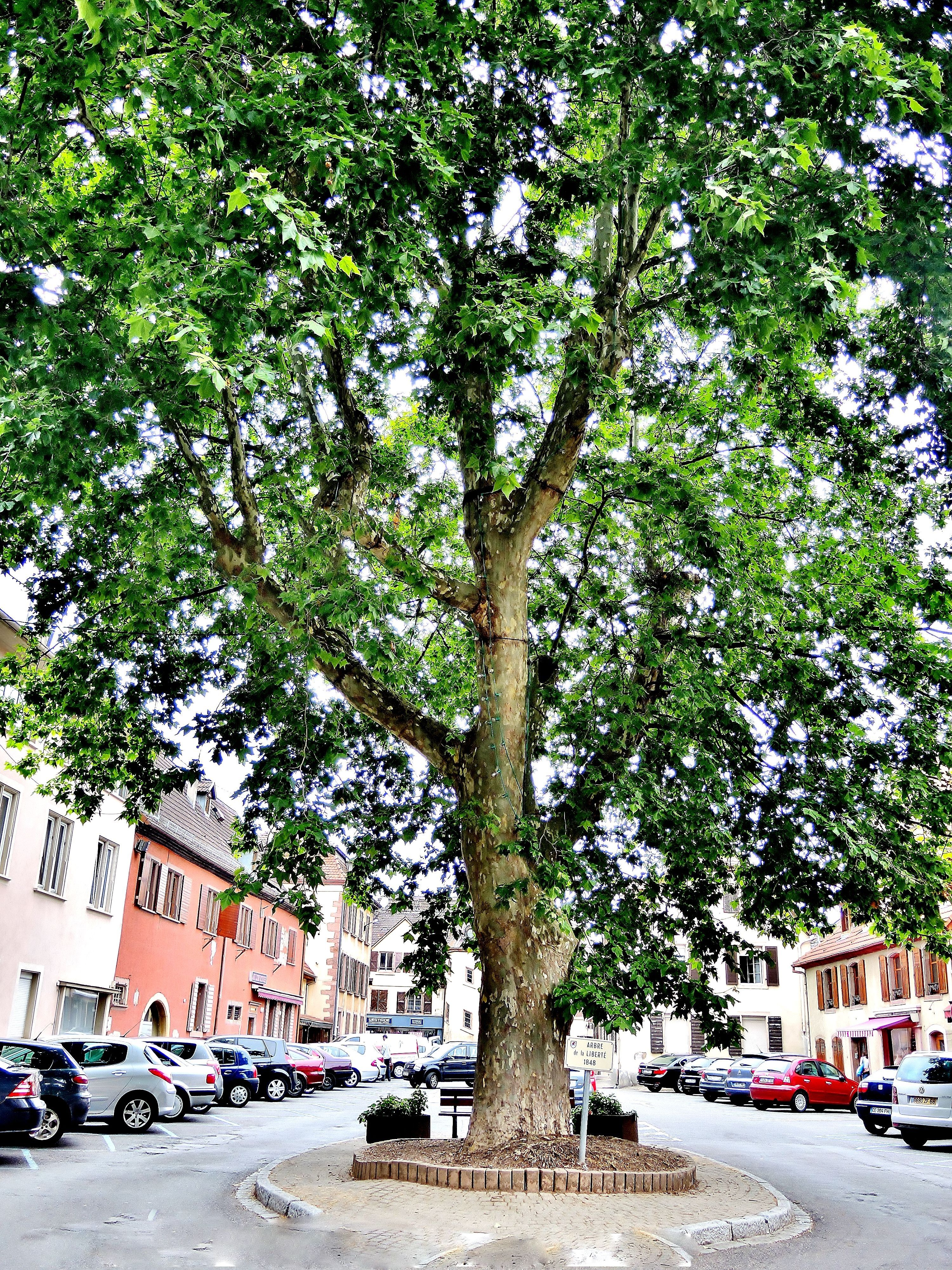
Guebwiller gepflanzt 1848